# Norman Bowler
Norman Clifford Bowler (Londra, 1º agosto 1932) è un attore britannico.

## Filmografia
- Le meravigliose avventure di Pollicino (Tom Thumb), regia di George Pal (1958)
- Sfida negli abissi (Sottomarino X-1), regia di William Graham (1968)
- 23 pugnali per Cesare (Julius Caesar), regia di Stuart Burge (1970)
- Gesù di Nazareth - mini-serie televisiva, regia di Franco Zeffirelli (1977)
- L'isola dell'avventura (1982)
- Renegade - Un osso troppo duro, regia di E.B. Clucher (1987)
- Angelo distruttivo (1990)
- Amare nella speranza (2002)

## Doppiatori italiani
- Ferruccio Amendola in Renegade - Un osso troppo duro